# Долгоруков, Павел Васильевич
Князь Па́вел Васи́льевич Долгоруков (1755—1837) — генерал-майор.

## Биография
Из княжеского рода Долгоруковых. Представитель старшей линии князей Долгоруких. Сын премьер-майора князя Василия Сергеевича Долгорукого (ум. 1803) и Анастасии Ивановны Ладыженской (1734-1823). Внук дипломата князя С.Г. Долгорукова.
В службе с 1760 года.
Офицер Рязанского пехотного полка.
С 1775 года премьер-майор.
Участник Русско-турецкой войны 1787—1791 гг.. В январе 1788 года, командуя авангардом передовой дивизии, вошёл в Северную Молдавию. В составе армии Г.А. Потёмкина принимал участие в штурме Очакова.
Полковник с 1788 года. В том же году награждён орденом Святого Георгия 4-й степени.
Командир Рязанского пехотного полка (1789 — 01.01.1795).
В 1792 году полковник, командир Ростовского пехотного полка Финляндской дивизии.
Бригадир с 1793 года.
На службе по 1795 год. 
Уволен в отставку с производством в генерал-майоры.
После отставки жил в имениях Знаменское и Юлово Мокшанского уезда, в поместье своей сестры Кутля Мокшанского уезда и в городе Пензе. 
По воспоминаниям его зятя Андрея Михайловича Фадеева отставной генерал «... скромно проживал ... в своём небольшом именьице из ста крестьян ... Всё свободное время проводил он за серьёзными занятиями в своей громадной библиотеке, составленной преимущественно из книг учёного содержания, по всем отраслям знания и всяких языков. Он очень хорошо знал несколько древних и новых языков и совершенно свободно изъяснялся на них. Деревенская жизнь не прервала его отношений к большому свету; близкие родственные и дружеские связи его с знатными домами обеих столиц поддерживались постоянными сношениями и перепиской.»
Умер в Пензе, где у него был свой дом, и похоронен в селе Старая Кутля Мокшанского уезда (ныне Лунинский район), в ограде церкви Николая Чудотворца.

## Семья
Был женат (1787) на Генриетте Адольфовне Бандре-дю-Плесси (ум. 1812), имели дочерей : 
- Елена Павловна (1789-1860), замужем (1813) за А.М.Фадеевым (1789-1867)
- Анастасия Павловна (1789-1828), замужем за А.В.Сушковым (1790-1831)

## Награды
- Орден Святого Георгия 4-й ст. (1788 год)